# Mathurin-Jacques Brisson

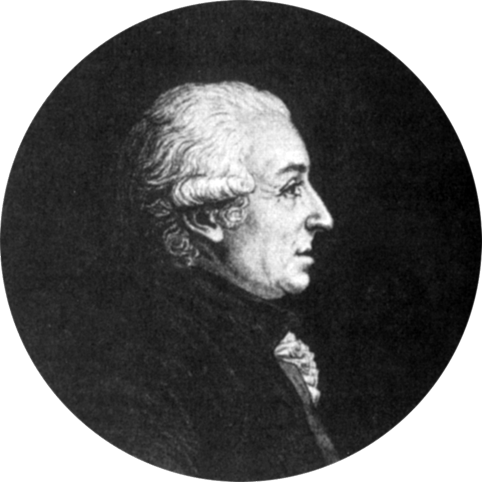
Mathurin-Jacques Brisson

Mathurin-Jacques Brisson (* 30. April 1723 in Fontenay-le-Comte; † 23. Juni 1806 in Magny-les-Hameaux bei Versailles) war ein französischer Zoologe und Naturphilosoph.

## Leben und Wirken
Brisson beschäftigte sich schon früh mit Naturgeschichte und brachte einige Werke heraus, z. B. Regnum animale (1756–1762) und Ornithologia (1760). Nach dem Tode René-Antoine Ferchault de Réaumurs, dessen Assistent er war, hat er die Naturgeschichte aufgegeben und wurde 1757 Professor für Experimentelle Physik am Collège Royal de Navarre. Sein wichtigstes Werk in diesem Feld war Pesanteur spécifique des corps (1787), und er publizierte weitere Werke über physikalische Themen, die damals sehr von Bedeutung waren. Brisson war als Maître de Physique & d’Histoire Naturelle des Enfans de France Mitglied der Académie royale de sciences.
Anfang des Jahres 1806 erlitt er einen schweren Schlaganfall, infolge dessen er seine Sprachkenntnisse fast völlig verlor.

## Ornithologie
Brisson schrieb 1760 ein sechsbändiges Werk die Ornithologia. Seine Vogelkunde ist, neben dem neunbändigen Werk von Georges-Louis Leclerc de Buffon (Bände 16–24) über die Vögel Histoire naturelle des oiseaux (1770–1785), der Beginn einer wissenschaftlichen Vogelkunde. Die Ornithologia stellt eine Katalogisierung unter anderem der umfangreichen Sammlung von René-Antoine Ferchault de Réaumur dar. Brissons wichtigste Intention war eine Klassifikation der Vögel, hierfür verwendete er ein natürliches System und lehnte das binäre System von Carl von Linné ab.
Auf 261 Kupfertafeln sind etwa 500 Vogelabbildungen in natürlicher Umgebung durch François-Nicolas Martinet (ca. 1760–1800) dargestellt. Der Illustrator wurde später auch der künstlerische Leiter der Buffon-Ausgabe.

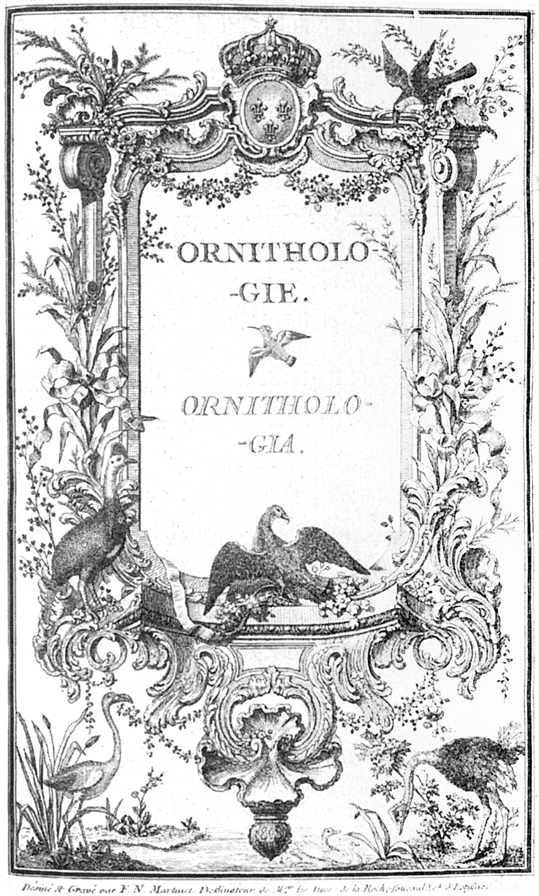
Frontispice der Ornithologie (1760)
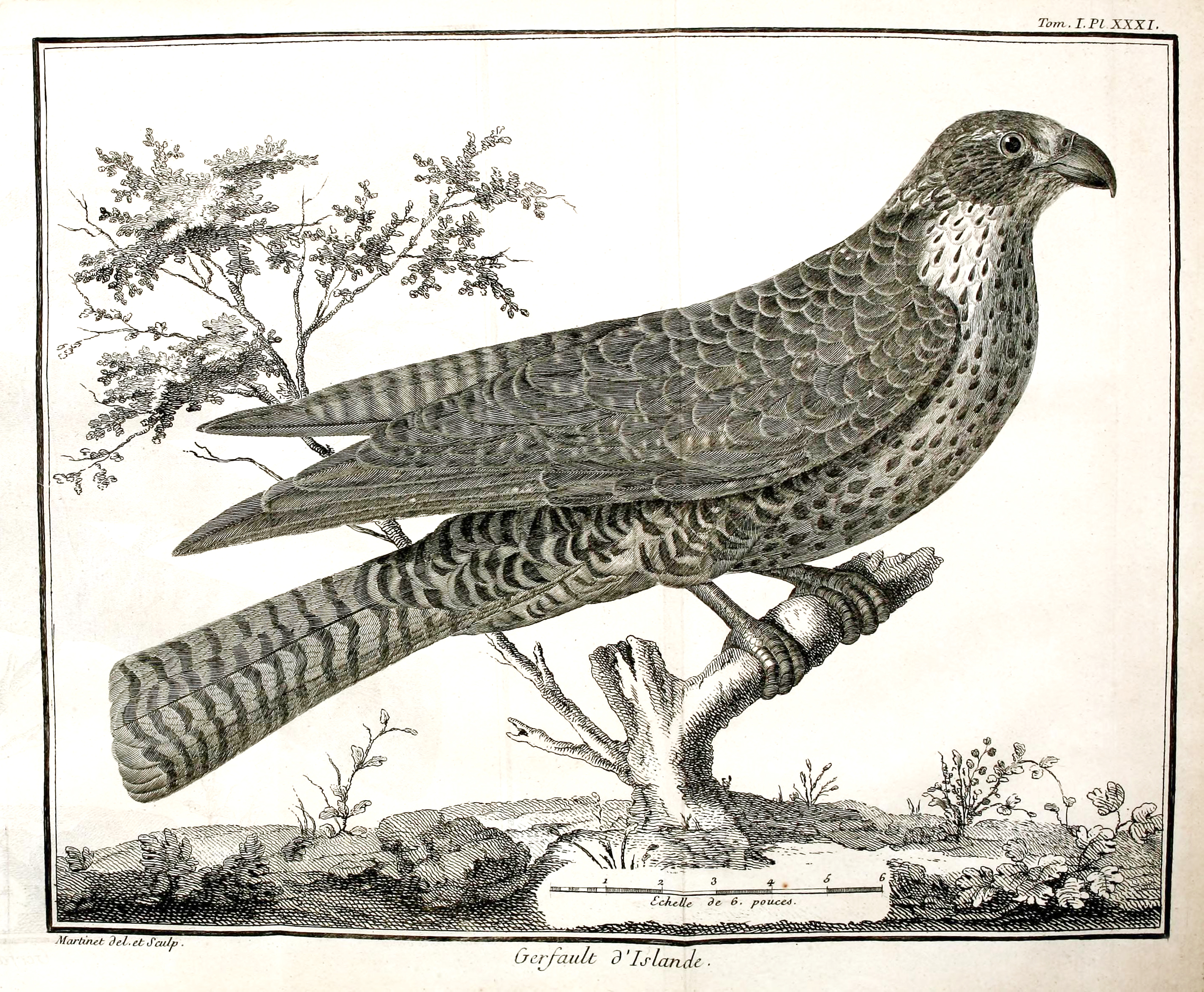
Tafel aus der Ornithologie, dargestellt ist ein Falke (Kupferstich von François-Nicolas Martinet)

## Schriften (Auswahl)
- Regnum animale in classes IX distributum sive Synopsis methodica. Haak, Paris, Leiden 1756–1762.
- Ornithologie, ou, Méthode contenant la division des oiseaux en ordres, sections, genres, especes & leurs variétés […]. 6 Bände, Boudet, Paris 1760 (Digitalisat).
- Supplementum Ornithologiæ sive Citationes, descriptionesque antea omissæ & species de novo adjectæ, ad suaquaque genera redactæ. Paris 1760.
- Lettres de deux Espagnols sur les manufactures. Vergera 1769.
- Dictionnaire raisonné de physique. Thou, Paris 1781–1800.
- Observations sur les nouvelles découvertes aërostatiques. Lamy, Paris 1784.
- Pesanteur spécifique des corps. Ouvrage utile à Histoire Naturelle, à la Physique, aux Arts & au Commerce. l’imprimerie royale, Paris 1787.
- Traité élémentaire ou Principes de physique. Moutard & Bossange, Paris 1789–1803.
- Trattato elementare ovvero Principi di fisica. Grazioli, Florenz 1791.
- Die spezifischen Gewichte der Körper. Leipzig 1795.
- Suplemento al Diccionario universal de física. Cano, Madrid 1796–1802.
- Principes élémentaires de l’histoire naturelle et chymique des substances minérales. Paris 1797.
- Anfangsgründe der Naturgeschichte und Chemie der Mineralien. Mainz 1799.
- Instruction sur les nouveaux poids et mesures. Paris 1799.
- Elémens ou Principes physico-chymiques. Bossange, Paris 1800.
- Elements of the natural history and chymical analysis of mineral substances. Ritchie, Walker, Vernor & Hood, London 1800.
- Tratado elemental ó principios de física. Madrid 1803–1804.